# Entalophoroecia deflexa
Entalophoroecia deflexa is een mosdiertjessoort uit de familie van de Plagioeciidae. De wetenschappelijke naam van de soort is, als Tubulipora deflexa, voor het eerst geldig gepubliceerd in 1842 door Couch.